# Mioblatta fornicata
Mioblatta fornicata är en kackerlacksart som beskrevs av Henri Saussure och Leo Zehntner 1895. Mioblatta fornicata ingår i släktet Mioblatta och familjen jättekackerlackor. Inga underarter finns listade i Catalogue of Life.